# 道氏長眼寄居蟹
道氏長眼寄居蟹（学名：Paguristes doederleini）为活額寄居蟹科長眼寄居蟹屬下的一个种。